# أمبوريلة

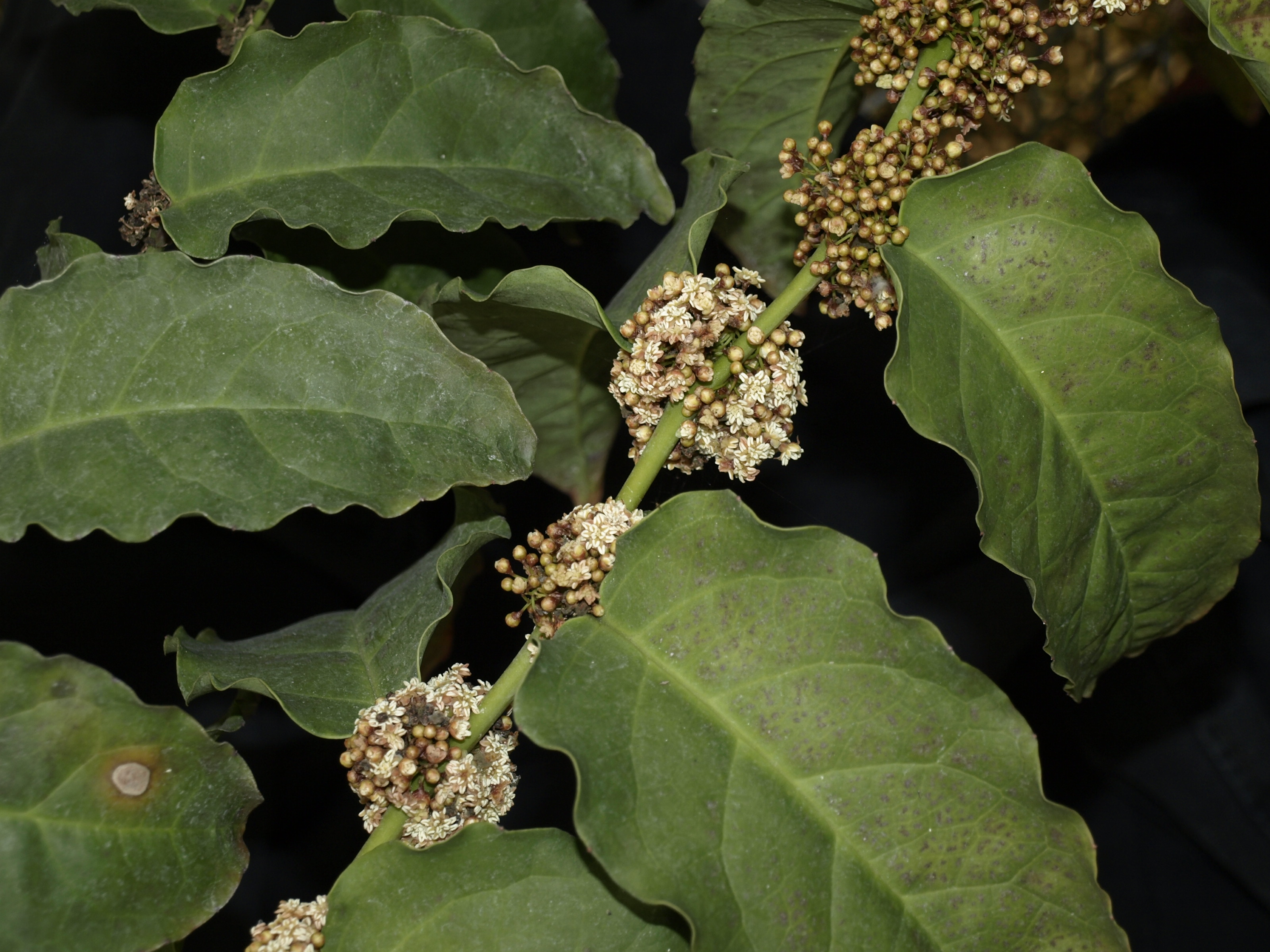

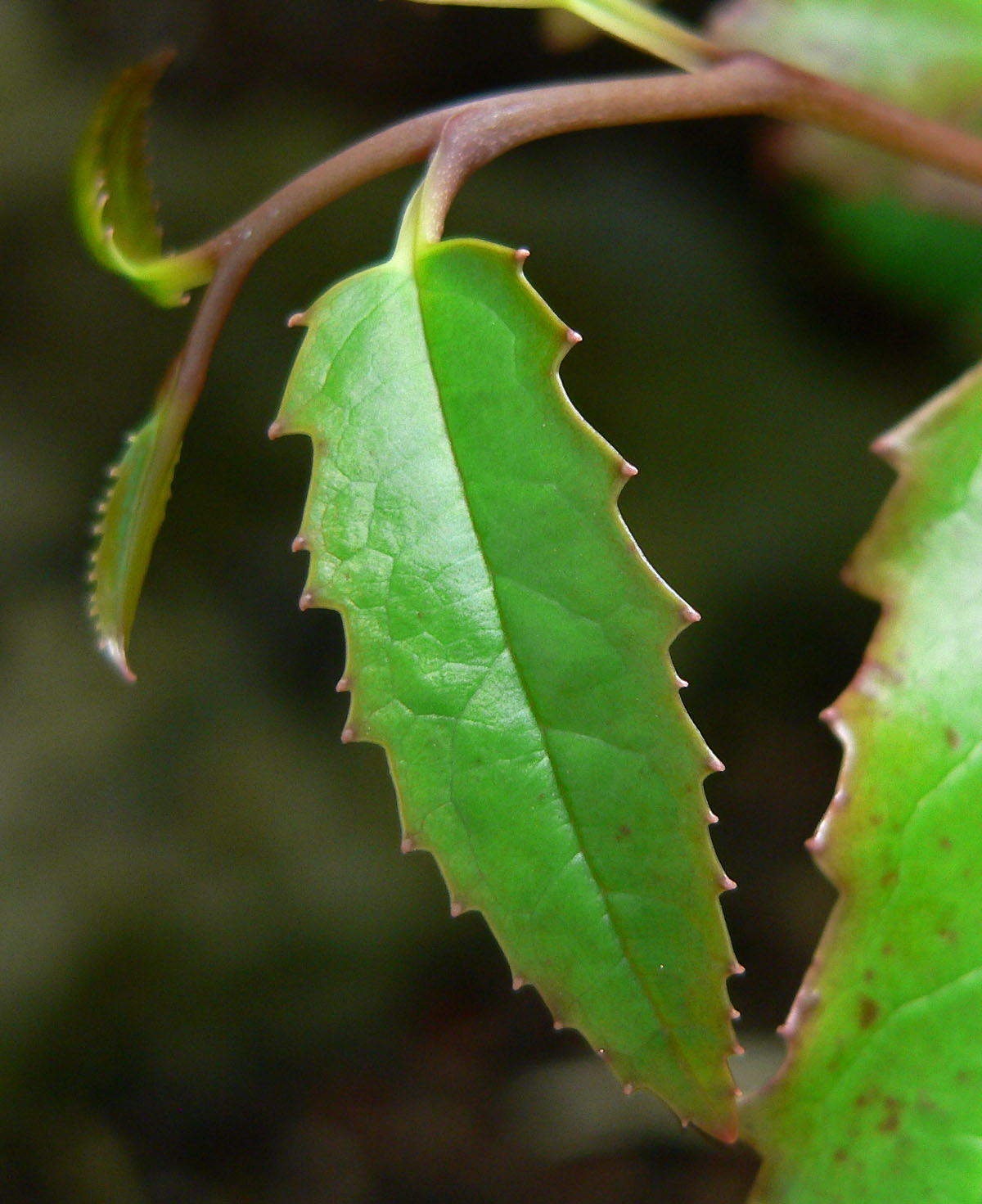

الأمبوريلة (الاسم العلمي: Amborella) هي جنس من النباتات يتبع الفصيلة الأمبوريلية من رتبة الأمبوريليات. هي شجيرة أو شجرة صغيرة مترامية الأطراف تصل إلى 8 أمتار. الأوراق دائمة الخضرة بسيطة ومسننة أو متموج الهوامش وهو ثنائي الجنس. موطن النبات الرئيسي في جزيرة غراند تير، وجزيرة كاليدونيا الجديدة. وهو من النباتات النادرة .
تضم نوعاً وحيداً هو الأمبوريلة شعراء الساق (الاسم العلمي:Amborella trichopoda)